# Shigeki Tōyama
Shigeki Tōyama (遠山 茂樹, Tōyama Shigeki) est un historien japonais né le 23 février 1914 et mort le 31 août 2011. Il est spécialisé dans l'histoire contemporaine du Japon et l'histoire de l'Asie.
Il fait partie des historiens de l'après-guerre qui, comme Kiyoshi Inoue, affirme qu'une continuité existe entre la nature impériale du régime japonais d'avant-guerre et son expansionnisme, et entre sa nature capitaliste et cet impérialisme. Ses travaux se heurtent cependant à l'accès aux sources, les archives n'étant pas ouvertes, et ses travaux restent dominés par la théorie

## Sources